# Maritza Pacheco Alpízar
Maritza Pacheco Alpízar  (* 20. Dezember 1943) ist eine ehemalige costa-ricanische Sopranistin, Diplomatin und Rechtsanwältin.

## Leben
Maritza Pacheco Alpízar ist die Tochter von Julia Alpizar Fernández de Pacheco († 3. März 1982 in Panama-Stadt) und Humberto Pacheco Coto. Sie studierte Gesang bei Oscar Scaglioni und gab ein Konzert im San José en Cavallería. 1971 war sie Gesandtschaftsrätin in Rom und gab im Sala Colombo des Instituto Latino americano ein Konzert.
Von 1973 bis 1977 war sie Geschäftsträgerin nächst der italienischen Regierung in Rom und war gleichzeitig bei Enver Hoxha in Tirana akkreditiert. 1977 studierte sie an der Libera Università Internazionale degli Studi Sociali, 1979 studierte sie an der  University of Miami Politikwissenschaft. 1988 löste sie Marian Pérez—Se als Mitglied in der Junta Directiva der Compañía Nacional de Danza ab.
Im Juni 2007 nahm die Regierung Óscar Arias Sánchez diplomatische Beziehungen mit Peking auf. Am 22. August 2008 war Maritza Pacheco Alpízar Vorsitzende der Asociación Cultural Tibetano-Costarricense, als sie Óscar Arias Sánchez bat, Tendzin Gyatsho mitzuteilen, 
dass der Botschafter der Volksrepublik China in Costa Rica, Wang Xiaoyuan, bei ihm ansuchte, Tendzin Gyatsho keinen Besuch zu erlauben, was dieser gegenüber der La Nación (Costa Rica) einräumte.
2009 leitete sie die Abteilung Zertifizierung der Anwaltsocietät Pacheco Coto.